# The Thin Pink Line
The Thin Pink Line è un film del 1998 diretto da Joe Dietl e Michael Irpino.

## Trama
Una piccola troupe cinematografica decide di utilizzare come argomento del suo prossimo documentario la pena di morte di un carcerato accusato di omicidio che sostiene di essere innocente.